# Zababa
Zababa – w mitologii mezopotamskiej bóg opiekuńczy położonego w północnej Babilonii miasta Kisz. Jego kult jest zaświadczony już od okresu wczesnodynastycznego. W lokalnej tradycji miasta Kisz żoną Zababy była Inanna, a kult Inanny z Kisz był ważnym dodatkowym kultem tej bogini. Wydaje się, iż osobowość Zababy ma cechy boga wojny, a od okresu starobabilońskiego utożsamiano go z Ningirsu albo z Ninurtą. Głównym ośrodkiem kultu Zababy była świątynia E-meteursag (tłum. „Dom przynależny bohaterowi”) w Kisz. Jego symbolem była laska zakończona głową orła.